# Bičanje Kristusa (Piero della Francesca)
Bičanje Kristusa (verjetno 1468–1470) je slika Piera delle Francesce v galeriji Nazionale delle Marche v mestu Urbino v Italiji. Neki pisec jo je imenoval »skrivnostna majhna slika«, kompozicija pa je zapletena in nenavadna, njena ikonografija pa  predmet številnih teorij. Kenneth Clark je Bičanje uvrstil na svoj osebni seznam desetih najboljših slik in jo označil za »največjo majhno sliko na svetu«.

## Opis
Tema slike je bičanje Kristusa s strani Rimljanov med njegovim pasijonom. Svetopisemski dogodek se odvija v odprti galeriji na srednji razdalji, medtem ko tri osebe v ospredju na desni strani očitno niso pozorne na dogodek, ki se je odvijal za njimi. Ploščo zelo občudujejo zaradi linearne perspektive in zračne tišine, ki prežema delo, umetnik pa je dobil epiteto »Največja majhna slika na svetu«, umetnostnega zgodovinarja Kennetha Clarka.
Slika je podpisana pod sedežem cesarja OPVS PETRI DE BVRGO S [AN] C [T] I SEPVLCRI - delo Piera iz Borgo Santo Sepolcra (njegovo mesto).
Bičanje je še posebej občudovano zaradi realističnega upodabljanja prostora, v katerem je prizorišče bičanja, glede na velikost figur in geometrični vrstni red kompozicije. Portret bradatega moškega spredaj velja za Pierove čase nenavadno intenziven.

## Interpretacija
Večina znanstvene razprave o delu se nanaša na identiteto ali pomen treh mož spredaj. Glede na interpretacijo predmeta slike lahko predstavljajo sodobne figure ali ljudi, povezane s Kristusovim pasijonom ali pa imajo celo več identitet. Slednje je predlagano tudi glede sedečega človeka na levi, ki je v nekem smislu zagotovo Poncij Pilat, tradicionalni element v tej temi. Pojem dveh časovnih okvirov v kompoziciji izhaja iz dejstva, da je prizor bičanja osvetljen z desne, medtem ko je domnevno 'moderna' zunanja scena osvetljena z leve. Prvotno je imela slika okvir, na katerem je bil napisan latinski stavek Convenerunt in Unum ('Zbrali so se'), povzet iz 2. psalma, ii v Stari zavezi. Besedilo je citirano v Apostolskih delih Apd 4,26 in je povezano s Pilatom, Herodom in Judi.

### Običajna
Po običajni razlagi, ki jo še vedno podpirajo v Urbinu, naj bi bili trije možje Oddantonio da Montefeltro, vojvoda Urbinski med svojima svetovalcems Manfredo dei Pio in Tommaso di Guido dell'Agnello, ki sta bila skupaj umorjena 22. julija 1444. Oba odgovorna za smrt Oddantona zaradi njegove nepriljubljene vlade, ki je privedla do usodne zarote. Oddantonovo smrt bi po svoji nedolžnosti primerjali s Kristusovo smrtjo. Nato bi sliko naročil Federico da Montefeltro, ki je nasledil svojega polbrata Oddantonia kot gospodar Urbina. Po drugi razlagi bi moška na levi in desni strani mladeniča predstavljala Serafinija in Ricciarellija, oba državljana Urbina, ki naj bi Oddantonia umorila skupaj z njegobima slabima svetovalcema. Proti tem interpretacijam govori pisna pogodba, ki so jo podpisali Federico in meščani Urbina, »da se ne bo spominjal na kazniva dejanja, storjena Oddantoniju, da zaradi tega ne bo nihče kaznovan in da bo Federico ščitil vse, ki bi bili pri teh zločinih ogroženi«. Poleg tega je bilo Oddantonijevo truplo pokopano v neimenovanem grobu. Slika, posvečena spominu na vojvodo Oddantonia in njegovi rehabilitaciji, bi bila tako primer izdaje meščanov Urbina.

### Dinastična
Drug tradicionalni pogled meni, da je slika dinastično praznovanje, ki ga je naročil vojvoda Federico da Montefeltro, Oddantonov naslednik in polbrat. Trije možje bi bili preprosto njegovi predhodniki. Ta interpretacija je podprta z inventarjem iz 18. stoletja v stolnici v Urbinu, kjer je bila nekoč slika, v kateri je delo opisano kot Bičanje našega Gospoda Jezusa Kristusa s figurami in portreti vojvode Guidubalda in Odda Antonia. Ker pa je bil vojvoda Guidobaldo sin Federica, rojenega leta 1472, morajo biti ti podatki napačni. Namesto tega lahko skrajna desna figura predstavlja Oddantonijevega in Federicovega očeta Guidantona.

### Politično-teološka (Ginzburg)
Po tem drugem staromodnem pogledu bi slika na sredini predstavljala angela, ob katerem sta Latinska (Katoliška) in Grška (Pravoslavna) Cerkev, katerih delitev je ustvarila prepir v celotnem krščanstvu.
Sedeč na skrajni levi strani, ki je opazoval bičanje, bi bil bizantinski cesar Ivan VIII. Paleolog. V različici te razlage, ki jo je predlagal Carlo Ginzburg , bi bila slika v resnici povabilo kardinala Bessariona in humanista Giovannija Baccija Federicu da Montefeltru, da sodeluje v križarskem pohodu. Mladenič bi bil Bonconte II. da Montefeltro, ki je umrl zaradi kuge leta 1458. Na ta način se Kristusovo trpljenje poveže tako z Bizantinci kot z Boncontejem.
Silvia Ronchey in drugi umetnostni zgodovinarji  se strinjajo, da je panel politično sporočilo kardinala Bessariona, v katerem bi bičani Kristus predstavljal trpljenje Konstantinopla, ki so ga nato oblegali Osmani, pa tudi celotnega krščanstva. Lik na levi strani bi lahko bil sultan Murat II., Ivan VIII. na levi. Trije moški na desni so identificirani kot z leve: kardinal Bessarion, Tomaž Palaelog (brat Ivana VIII. je bil bos prikazan, ker ni cesar in ni mogel nositi vijoličnih čevljev, s katerimi je namesto njega prikazan Ivan) in Niccolò III d'Este, gostitelj sveta Mantove po prehodu v njegovo gospostvo Ferrara.
Piero della Francesca je Bičanje naslikal približno 20 let po padcu Konstantinopla. Toda takrat alegorije tega dogodka in prisotnosti bizantinskih osebnosti v italijanski politiki niso bile nenavadne, kot kaže sodobna Kapela Treh kraljev Benozza Gozzolija v palači Medici-Riccardi v Firencah.

### Kenneth Clark
Leta 1951 je umetnostni zgodovinar Kenneth Clark bradatega človeka označil za grškega učenjaka, sliko pa kot alegorijo trpljenja Cerkve po padcu Bizantinskega cesarstva leta 1453 in predlaganega križarskega pohoda, ki ga je podprl papež Pij II. in so o tem razpravljali na koncilu v Mantovi. Spet bi bil človek skrajno levo bizantinski cesar

### Marilyn Aronberg Lavin
Drugo razlago slike ponuja Marilyn Aronberg Lavin.
Notranji prizor predstavlja Poncija Pilata, ki kaže Heroda s hrbta, ker prizor zelo spominja na številne druge upodobitve bičanja, ki bi jih Piero poznal.
Lavinova identificira lik na desni kot Ludovica III. Gonzaga, markiza Mantovskega, lik na levi pa kot njegovega tesnega prijatelja, astrologa Ottavia Ubaldinija della Carda, ki je živel v vojvodski palači. Ottavio je oblečen v tradicionalno oblačilo astrologa, celo do razcepljene brade. V času, ko naj bi slika nastala, sta Ottavio in Ludovico pred kratkim izgubila ljubljena sinova, ki ju je predstavljala mladostna figura med njima. Upoštevajte, da mladostnikovo glavo uokvirja lovor, ki predstavlja slavo. Lavinova predlaga, da naj bi slika primerjala Kristusovo trpljenje z žalostjo obeh očetov. Predlaga, da jo je Ottavio naročil za svojo zasebno kapelo Cappella del Perdono, ki je v vojvodski palači v Urbinu in ima oltar, katerega fasada je natančno takšna. Če bi bila slika na oltarju, bi bila perspektiva na sliki videti pravilna samo za nekoga, ki je klečal pred njo.

## Vpliv
Zadržanost in formalna čistost slike sta bili zelo privlačni, ko je bil Piero prvič 'odkrit', zlasti ljubiteljem kubistične in abstraktne umetnosti. Umetnostni zgodovinarji so ga posebej cenili, Frederick Hartt pa jo je opisal kot »skorajda popoln dosežek Piera in končno uresničitev idealov druge renesančne dobe«.
Slika je omenjena v romanu Len Deighton iz leta 1978, SS-GB.